# برایتنووربیس
برایتنووربیس (به آلمانی: Breitenworbis) یک شهر در آلمان است که در آیشسفلد واقع شده‌است. برایتنووربیس ۳٬۵۴۱ نفر جمعیت دارد.